# Chechelnyk (huyện)
Huyện Chechelnyk (tiếng Ukraina: Чечельницький район, chuyển tự: Chechelnyks’kyi raion) là một huyện của tỉnh Vinnytsia thuộc Ukraina. Huyện Chechelnyk có diện tích 759 km², dân số theo điều tra dân số ngày 5 tháng 12 năm 2001 là 27189 người với mật độ 36 người/km2. Trung tâm huyện nằm ở Chechelnyk.